# Aníbal Reyna
Eloy Aníbal Reyna Cortínez, más conocido como Aníbal Reyna (Santiago, 17 de abril de 1937-Arica, 16 de julio de 2016), fue un actor de cine, radioteatros, teatro y televisión, y actor de doblaje chileno. 

## Biografía
Fue actor de radioteatros en los años 1960, destacándose especialmente en "El siniestro doctor Mortis" y en "La Tercera Oreja" (radio Agricultura), considerado por antonomasia el mejor radioteatro de la radiodifusión chilena.[cita requerida]
Egresó de la Escuela de Teatro de la Pontificia Universidad Católica de Chile. Fue reconocido por interpretar numerosos roles de reparto en obras de teatro y telenovelas chilenas, principalmente en Canal 13.
Fue fundador y presidente del Sindicato de Actores y Actrices de Chile (Sidarte). Además, fue galardonado en diferentes oportunidades por su labor teatral.

## Filmografía

### Cine
- El libro de Jacob (1970)
- La colonia penal (1970)
- ¿Qué hacer? (1970)
- La tierra prometida (1972)
- De lejos veo este país (1978)
- El paso (1978)
- La frontera (1991)
- Negocio redondo (2001)
- Antonia (2001)
- Kiltro (2006)
- El vuelo del poeta: Vicente Huidobro (2009)
- El viaje de Emilio (2010)
- La pasión de Michelangelo (2012)
- Intimidar (2012)
- El tío (2013)
- Video promocional del periódico "El Ciudadano", Mar para Bolivia (2016)

### Teleseries
| Teleseries | Teleseries                      | Teleseries                | Teleseries | Teleseries |
| Año        | Teleserie                       | Rol                       | Canal      |            |
| ---------- | ------------------------------- | ------------------------- | ---------- | ---------- |
| 1981       | La madrastra                    |                           | Canal 13   |            |
| 1981       | Casagrande                      | Emilio                    | Canal 13   |            |
| 1982       | Anakena                         |                           | Canal 13   |            |
| 1982       | Bienvenido Hermano Andes        | Miguel Ángel Villarroel   | Canal 13   |            |
| 1983       | La noche del cobarde            | Teófilo "Teo" Sílvian     | Canal 13   |            |
| 1984       | Los títeres                     | Elías Godán               | Canal 13   |            |
| 1984       | Andrea, justicia de mujer       | Padre de Felipe           | Canal 13   |            |
| 1985       | La trampa                       | Luciano                   | Canal 13   |            |
| 1985       | El prisionero de la media noche | Miguel Almarza            | Canal 13   |            |
| 1986       | Secreto de familia              | Simón Kadic               | Canal 13   |            |
| 1987       | La última cruz                  | Andrés Zazar              | Canal 13   |            |
| 1988       | Vivir así                       | Carrasco                  | Canal 13   |            |
| 1989       | La intrusa                      | Don Pepe                  | Canal 13   |            |
| 1991       | Villa Nápoli                    | Federico Díaz             | Canal 13   |            |
| 1993       | Doble juego                     | Justo Parra               | Canal 13   |            |
| 1997       | Rossabella                      | Jinés Ramírez             | Mega       |            |
| 1998       | A todo dar                      | Fanor Velásquez           | Mega       |            |
| 1999       | Algo está cambiando             | René Galindo              | Mega       |            |
| 2004       | Tentación                       | Pietro Bispontti          | Canal 13   |            |
| 2005       | Brujas                          | Apostador                 | Canal 13   |            |
| 2006       | Charly tango                    | Santiago "Chaguito" Uribe | Canal 13   |            |
| 2014       | Vuelve temprano                 | Padre Provincial          | TVN        |            |

### Miniseries
- Visa für Ocantros (DFF, 1974)
- Zur See (DFF, 1977)
- La Pandilla (TVN, 1996)
- Más que amigos (Canal 13, 2002)
- Geografia del deseo (TVN, 2004)
- Heredia y asociados (TVN, 2005)
- BKN (Mega, 2006)
- Huaiquimán y Tolosa (Canal 13, 2006)
- La vida es una lotería (Mega, 2006)
- 12 días que estremecieron a Chile (Chilevisión, 2011)
- El niño rojo (Mega, 2014)
- Familia moderna (Mega, 2015)

### Series de televisión
- Stargate SG-1 Robert Kinsey (Ronny Cox) (1.ª temp.) , Kasuf (Erick Avari) (doblaje chileno)

### Series animadas
- La pantera rosa (1993) -  Voodoo Man / The DogFather / The Little Man (un epis.) / Jules Parrot (dos epis.) / El oso hormiguero / Voces adicionales
- Garfield y sus amigos  - Roy (temps. 5-7) / Gort (temps. 3-7) / Conductor de WBOR (temp. 3) / Voces adicionales
- La hormiga y el oso hormiguero - Oso Hormiguero (redoblaje chileno)
- James Bond Jr. -  Auric Goldfinger / El Camaleón / Dr. Julius No / Voces adicionales

## Historial electoral

### Elecciones municipales de 1992
- Elecciones municipales de 1992, para la alcaldía de Ñuñoa [3]

(Se consideran sólo los 8 candidatos más votados, de un total de 27 candidatos)
| Candidato                  | Pacto                          | Partido | Votos  | %     | Resultado            |
| -------------------------- | ------------------------------ | ------- | ------ | ----- | -------------------- |
| Pedro Sabat Pietracaprina  | Participación y Progreso       | RN      | 25.217 | 24,08 | Concejal             |
| Jaime Castillo Soto        | Concertación por la Democracia | DC      | 14.669 | 14,01 | Alcalde 1.er período |
| Pablo Vergara Loyola       | Concertación por la Democracia | AHV     | 11.707 | 11,18 | Alcalde 2o período   |
| Ricardo Fábrega Lacoa      | Concertación por la Democracia | DC      | 8.271  | 7,90  | Concejal             |
| Raúl Fernández Bacciarini  | Concertación por la Democracia | PPD     | 7.735  | 7,39  | Concejal             |
| Lúxem Burgos Mella         | Concertación por la Democracia | DC      | 5.328  | 5,09  | Concejal             |
| Aníbal Reyna Cortínez      | Concertación por la Democracia | PS      | 4.937  | 4,72  |                      |
| Cristián Monckeberg Bruner | Participación y Progreso       | RN      | 3.093  | 2,95  | Concejal             |

### Elecciones parlamentarias de 2005
Diputado por el Distrito Nº15 (San Antonio, Algarrobo, Cartagena, Casablanca, El Quisco, El Tabo y Santo Domingo, en la V Región de Valparaíso)
| Candidato                     | Pacto                                      | Partido       | Votos  | %     | Resultado |
| ----------------------------- | ------------------------------------------ | ------------- | ------ | ----- | --------- |
| Edmundo Eluchans Urenda       | Alianza por Chile                          | UDI           | 20 125 | 24,80 | Diputado  |
| Samuel Venegas Rubio          | Concertación de Partidos por la Democracia | PRSD          | 17 798 | 21,93 | Diputado  |
| Osvaldo Badenier Martínez     | Concertación de Partidos por la Democracia | DC            | 13 905 | 17,13 |           |
| Maximiliano Miranda Hernández | Juntos Podemos Más                         | PC            | 12 224 | 15,06 |           |
| Sergio Velasco De La Cerda    | Independiente fuera de pacto               | Independiente | 10 260 | 12,64 |           |
| Carlos Hidalgo González       | Alianza por Chile                          | Independiente | 5819   | 7,17  |           |
| Aníbal Reyna Cortínez         | Juntos Podemos Más                         | Independiente | 1022   | 1,26  |           |